# 上阳宫遗址
上阳宫遗址，即唐代兴建的离宫遗址。地处唐洛阳城外，禁苑（隋朝的西苑）之东，东接皇城西南隅。
上陽宮是唐高宗李治於乾封二年（667年）在東都洛陽時詔令司農卿韋機修建的，上元年間，唐高宗在此處理朝政，亲迎嵩山全真道人潘子真布道于上阳宫。705年，武則天退位，之後就居住在上陽宮，直到年底於仙居殿駕崩。唐玄宗時，在上陽宮舉行宴會。安史之亂時，上陽宮被嚴重破壞。此後上陽宮逐漸荒廢，唐德宗時廢棄。
2008年，洛陽市通過《洛陽市隋唐洛陽城遺址保護條例》，將上陽宮遺址作為隋唐洛陽城重要遺址予以保護。

## 建築
上陽宮內建築分為七大組團，分別為甘湯院、主殿觀風殿、化成院、麟趾院、芬芳殿、本院及西上陽宮。其中西上陽宮組團在《河南志》中並未標出，據《河南志》及其他史料的描述，西上陽宮位於上陽宮外面，是在上陽宮西部另建的一處離宮，兩宮之間有虹橋連通。西上陽宮內有客省院、蔭殿及翰林院等建築群。甘湯院獨成一院，四周有圍牆環繞，可被稱為上陽宮第七大組團。